# Брда имају очи 2 (филм из 2007)
Брда имају очи 2 (енгл. The Hills Have Eyes 2) је амерички слешер хорор филм из 2007. године. Филм прати неколико људи из Националне гарде америчке војске у време борбе за опстанак против људи мутаната. Све се дешава у пустињи Новог Мексика. Режиjy је потписао немачки редитељ Мартин Вајз. Занимљиво је да је сценарио написао Џонатан Крејвен са својим оцем, славним режисером Весом Крејвеном.
Ово је наставак филма Брда имају очи из 2006. године, који је и римејк оригиналног филма из 1977. године. Добио је помешане критике, али свакако је далеко боље оцењен од другог дела из 1984. године. Овај филм је требало да режира Француз Ажа, који је режирао претходни део годину дана раније. Тај филм је постигао велики успех и након тога се очекивала поново иста Ажина улога. Међутим, Ажа је радио на другом великом филмском пројекту па је због тога за режисера изабран Немац Вајз.

## Радња
Заробљена жена, приморана да узгаја децу мутанта, није у стању да обезбеди здраво потомство након што је родила мртворођенче и убио ју је Папа, вођа клана мутаната који живи у селу за нуклеарна тестирања у пустињи Новог Мексика, означеном као Сектор 16. Након догађаја из првог филма, Министарство одбране Сједињених Држава послало је војну војску да заузме локацију и истреби остатак клана мутаната. Мутанти нападају пуковника и три научника који у тој области раде на инсталирању система за надзор.
Након што је приказана та уводна сцена, припадници војске заузимају и обилазе територију пустиње, али безуспешно. Војници, један по један, не успевају ни да се одбране, а ни да истребе мутанте и бивају убијени.
Леч је на крају убијен, Наполеон и Амбер лоцирају Миси коју је тата мутант сурово силовао. Након што су му скренули пажњу, успевају да је ослободе, али убица се убрзо враћа и напада их, изазивајући жестоку борбу док трио коначно не покори и убије вођу мутаната бајонетом. Док се преживели спремају да напусте мине, посматра их непознати мутант користећи њихову опрему за надзор.